# Gavorrano
Gavorrano est une commune italienne de la province de Grosseto dans la région Toscane en Italie.

## Histoire
Le territoire de Gavorrano semble avoir déjà été fréquenté à l'époque étrusque, comme en témoignent les restes de diverses nécropoles trouvées dans des terrains plats au pied du Monte Calvo et datant du VIIe siècle av. J.-C. (Poggio Pelliccia, San Germano, Santa Teresa), probablement des zones de peuplement sépulcrales aujourd'hui disparues et dépendantes de la cité-état de Vetulonia.
Gavorrano est mentionné pour la première fois dans un document daté de 1164 , lorsque Federico I accorda au comte Alberto degli Alberti di Mangona de reprendre possession du fief. Le fils d'Alberto IV, Rainaldo Alberti di Mangona, a gouverné Gavorrano jusqu'à sa mort, lorsque les comtes Pannocchieschi d'Elci ont ensuite pris le relais, au milieu du XIIIe siècle, qui a d'abord soumis le village à la municipalité de Volterra, puis à celle de Massa Marittima (1320). Pendant les luttes entre Massa et Sienne, le village de Gavorrano finit par être conquis par la ville du Palio, même si pendant une certaine période, à partir de 1379, il resta sous le contrôle de la famille Malavolti. En 1465, Gavorrano est définitivement cédé à la république de Sienne et suit inexorablement la fortune de l'État siennois, avant d'être annexé au grand-duché de Toscane au milieu du XVIe siècle.
Après des siècles de dépeuplement et d'anonymat, Gavorrano a imposé son histoire au niveau national après l'unification de l'Italie, lorsqu'en 1898 Francesco Alberti découvrit un important gisement de pyrite près de la ville. Gavorrano est devenu un centre minier d'importance absolue, possédant l'une des mines de pyrite les plus importantes d'Europe, et a connu une forte augmentation démographique dans les années de l'activité minière, ainsi qu'un développement urbain considérable avec la naissance de nouveaux villages modernes (Bagno di Gavorrano, Filare, Grilli, Potassa). En 1960, le territoire de Scarlino et Puntone di Scarlino, détaché de Gavorrano pour former une municipalité autonome. Avec la fermeture des mines en 1981, une baisse importante de la population a été enregistrée ; cependant, grâce à la valorisation des anciens sites d'extraction et à la présence sur le territoire communal de villages historiques d'intérêt artistique (Caldana, Giuncarico, Ravi), Gavorrano s'est récemment redécouvert comme une importante station touristique de la Maremma grossetana (it).

## Administration
| Période                                  | Période  | Identité             | Étiquette       | Qualité |
| ---------------------------------------- | -------- | -------------------- | --------------- | ------- |
| 14 juin 2004                             | En cours | Alessandro Fabbrizzi | Centro-Sinistra |         |
| Les données manquantes sont à compléter. |          |                      |                 |         |

### Hameaux
Bagno di Gavorrano, Caldana, Castellaccia, Filare, Giuncarico, Grilli, Potassa, Ravi.

### Communes limitrophes
Castiglione della Pescaia, Grosseto, Massa Marittima, Roccastrada, Scarlino

## Monuments et lieux d'intérêt
- Murailles de Gavorrano : construites au XIIe siècle et restructurées au XIVe siècle par la république de Sienne avec la construction de quelques tours de guet. Deux circuits de murs concentriques différents se distinguent encore aujourd'hui dans le tissu urbain du centre historique. La porte d'entrée du village est la Porta di Sotto.
- Murailles de Caldana : construites au haut Moyen Âge pour défendre le village historique de Caldana, ils ont une forme quadrangulaire, avec la présence, le long des murs, de quatre imposants bastions d'angle.
- Murailles de Giuncarico : construites au XIe siècle pour défendre le village de Giuncarico, ils sont restés intacts sans modifications pendant des siècles, jusqu'à ce qu'à l'époque moderne, certaines rénovations aient incorporé la structure des murs dans les murs extérieurs d'autres bâtiments. Aujourd'hui, le seul accès au village se fait par la Porta di Castello.
- Castel di Pietra, les ruines d'un imposant château du début du Moyen Âge situé sur une falaise surplombant la vallée de Bruna, à une altitude de 172 mètres.
- Rocca di Frassinello (it), cave à vin de style contemporain conçue par l'architecte Renzo Piano en 2001 et inaugurée en 2007.

### Zone protégée
- Parc technologique et archéologique des collines métallifères de Grosseto créé en 2002.
- Bandite di Scarlino zone naturelle protégée, site d'intérêt régional.

## Galerie

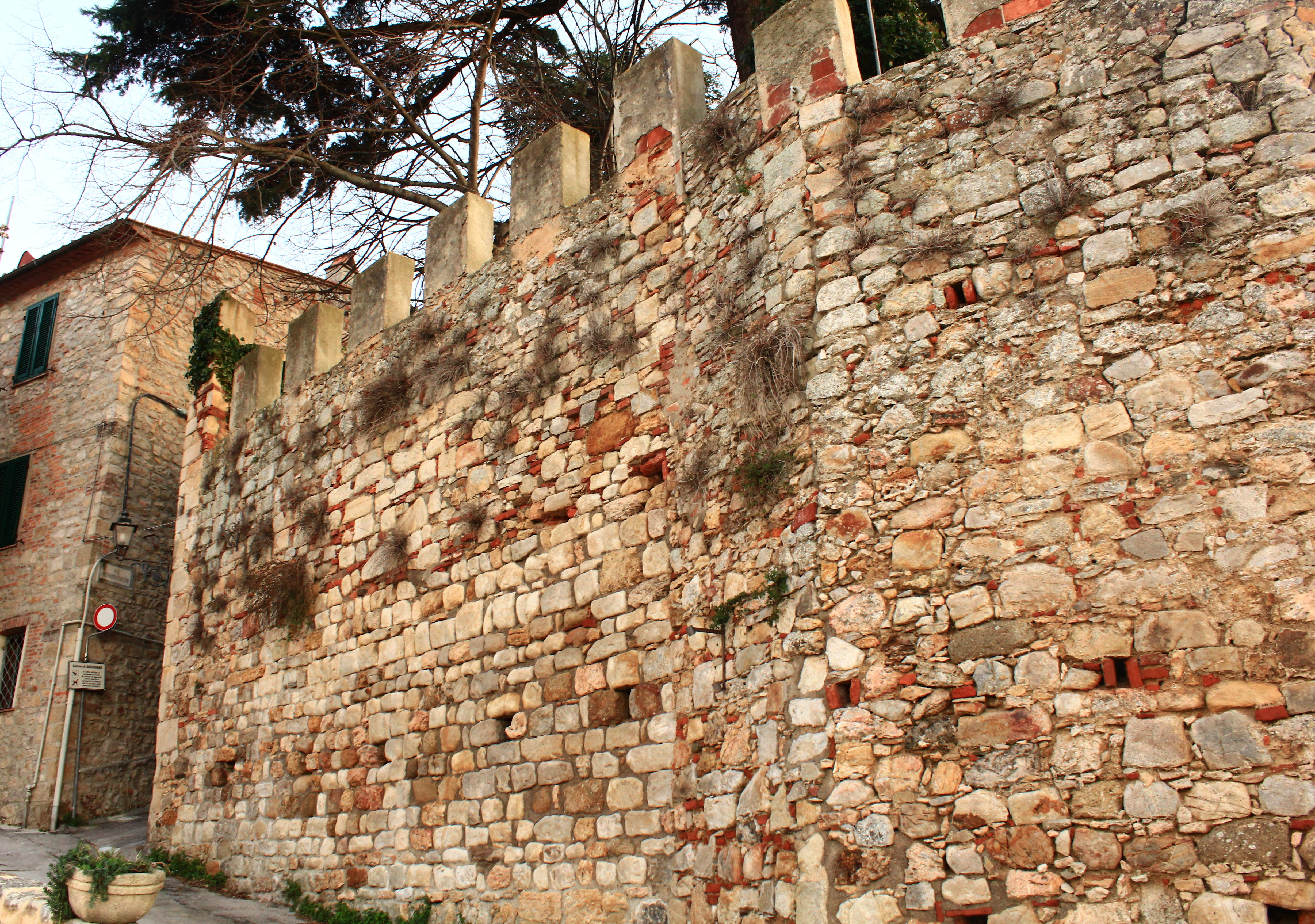
Murailles de Gavorrano
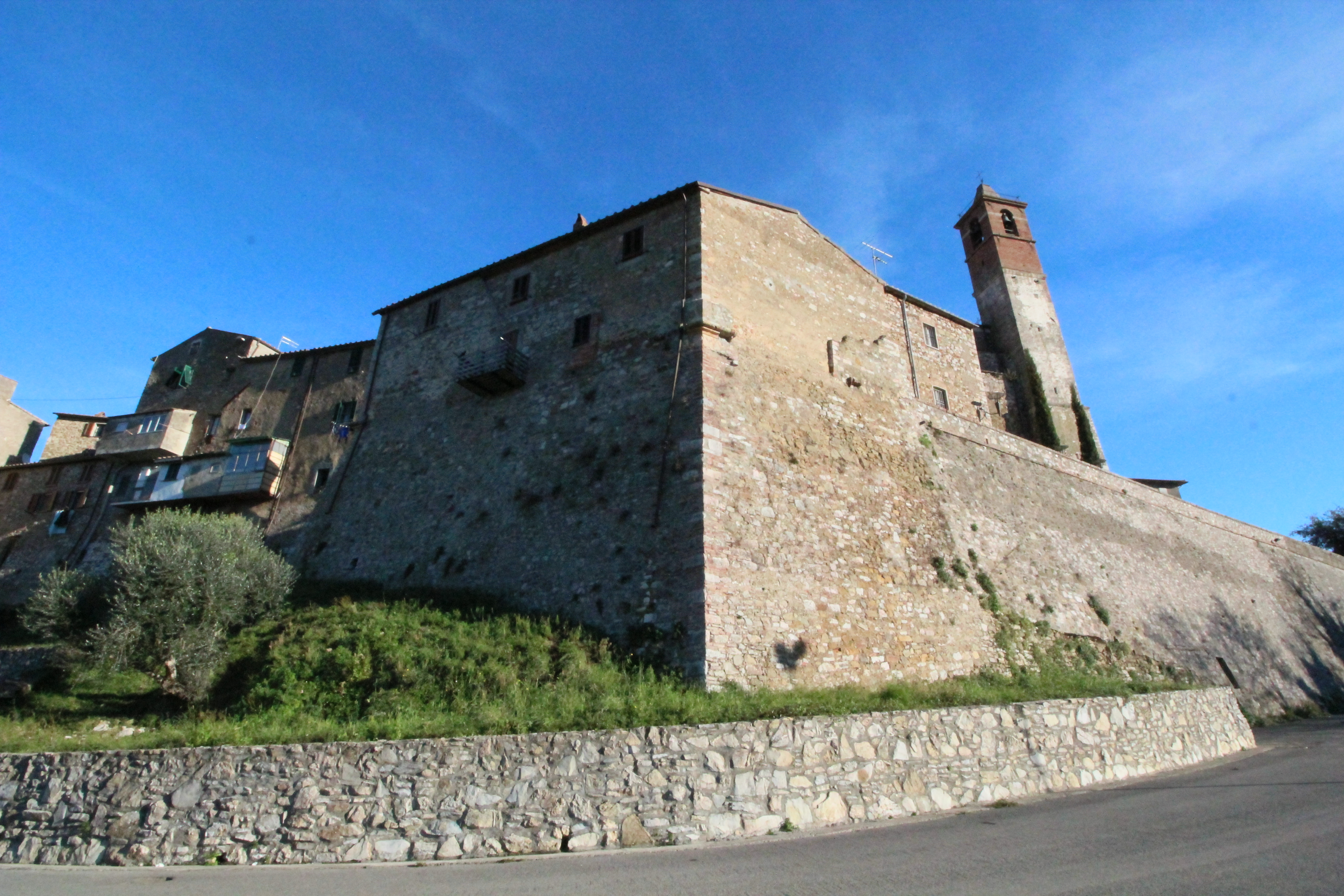
Murailles de Caldana
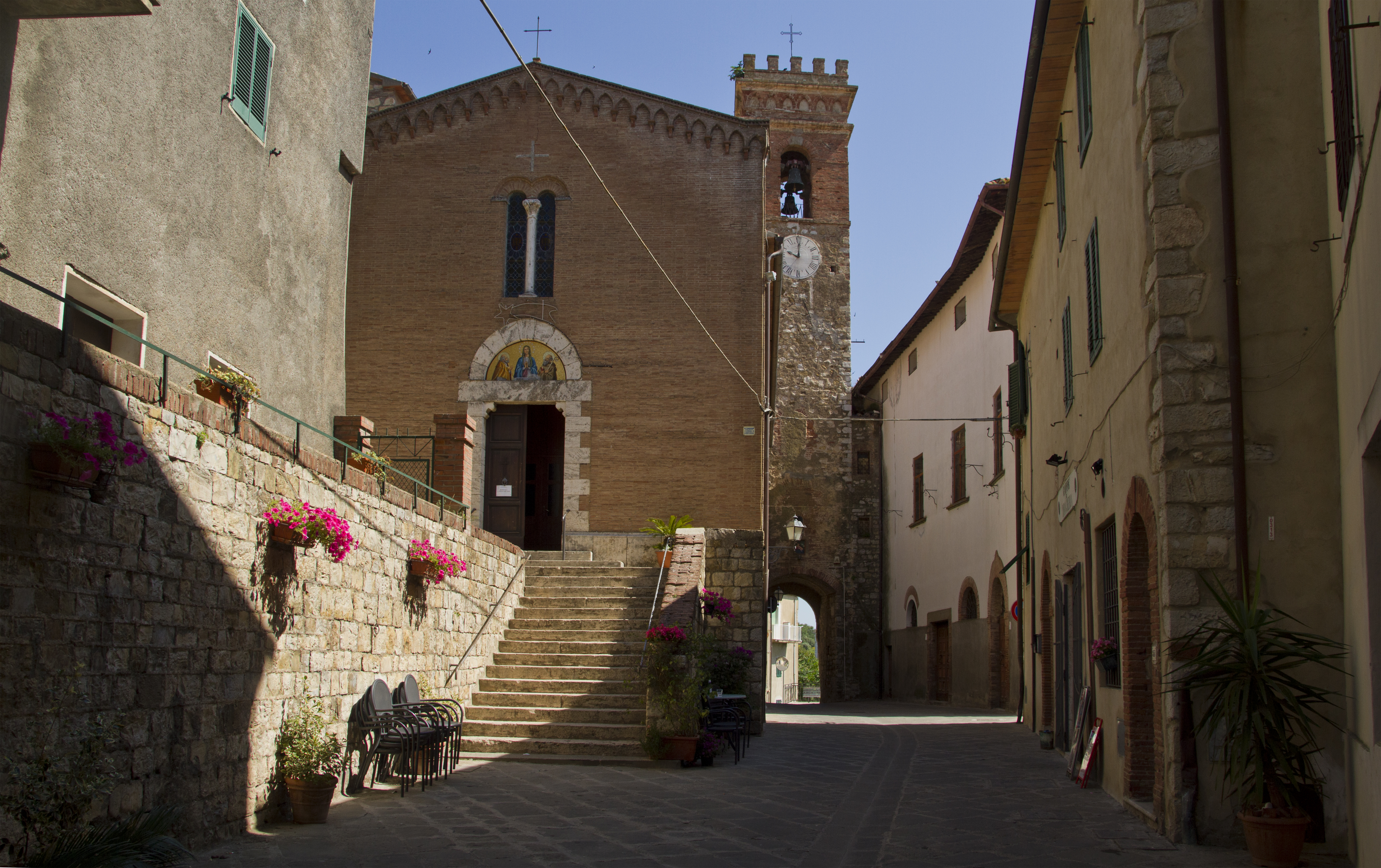
Guincarico
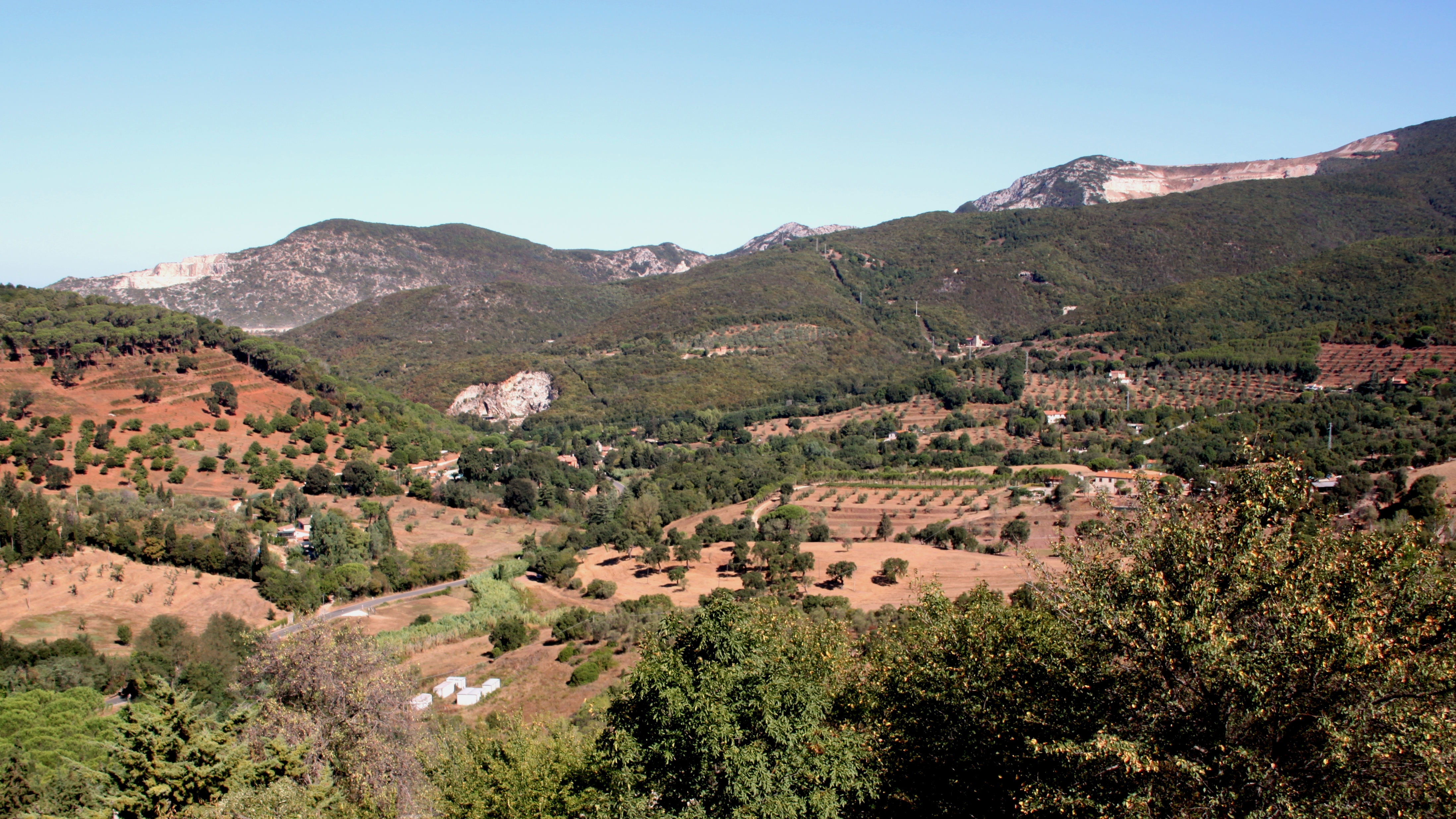
Collines métallifères vues de Campiglia Marittima